# 葡萄酒的澄清和穩定

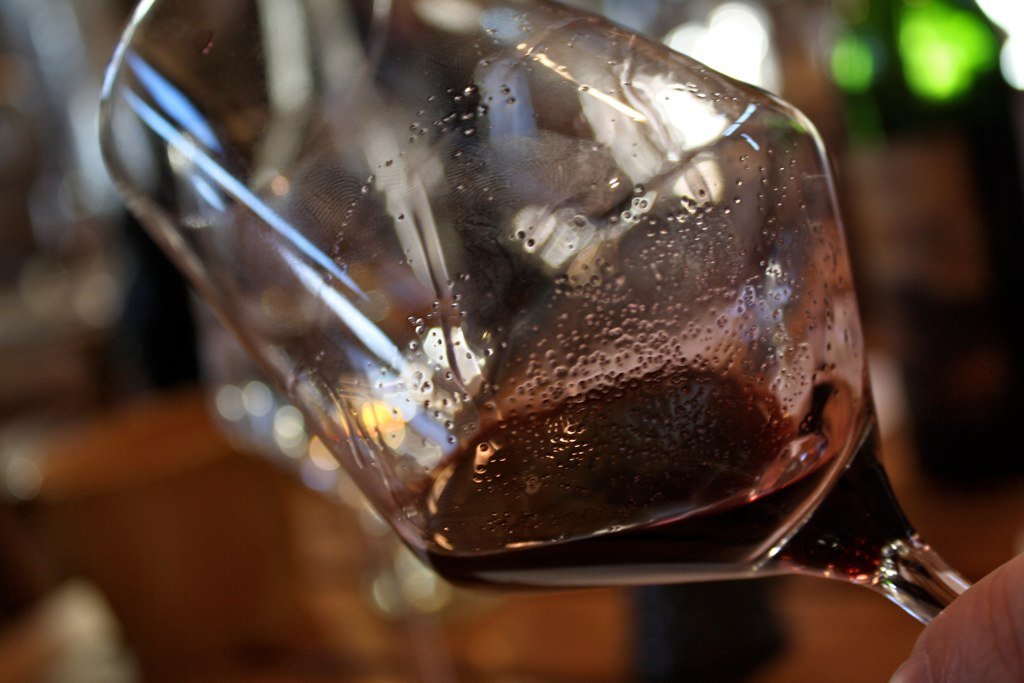
這一過程通常會產生明顯的呈沉澱物

澄清與穩定是在葡萄酒倒出瓶中之後，難溶物質懸浮於酒中時需要採取的行動。這些懸浮物可能包括無活性的酵母菌、桿菌、酒石酸鹽、蛋白質、果膠、各種鞣質和其他的酚類化合物，葡萄的皮、果肉及莖等也可能會出現在沉澱物中。這時便需要用澄清、過濾、浮選等方法使酒液變得清澈穩定，在純人工手法無法達成目的的情況下，也可能會使用化學物質。